# Liste der Wappen in Stuttgart
Diese Liste beinhaltet alle in der Wikipedia gelisteten Wappen des Stadtkreises Stuttgart in Baden-Württemberg, einschließlich historischer Wappen. Fast alle Städte, Gemeinden und Landkreise in Baden-Württemberg führen ein Wappen. Sie sind über die Navigationsleiste am Ende der Seite erreichbar.

Lage der Landeshauptstadt Stuttgart in Baden-Württemberg (dunkelgelb)

## Wappen des Stadtkreises Stuttgart

### Stadtwappen in Stuttgart

Stuttgart

- Stuttgart[1]

### Stadtteilwappen ehemaliger Städte in Stuttgart

Cannstatt
Feuerbach
Zuffenhausen

- Cannstatt[2]
- Feuerbach[3]
- Zuffenhausen[4]

### Stadtteilwappen ehemaliger Gemeinden in Stuttgart

Birkach[5]
Botnang[6]
Büsnau[7]
Degerloch[8]
Gaisburg[9]
Hedelfingen[10]
Heumaden[11]
Hofen am Neckar[12]
Kaltental[13]
Möhringen auf den Fildern (historisches Wappen)[14]
Möhringen (Stadtbezirk, 2023 neu erstellt)[15]
Mühlhausen am Neckar[16]
Münster am Neckar[17]
Obertürkheim[18]
Plieningen[19]
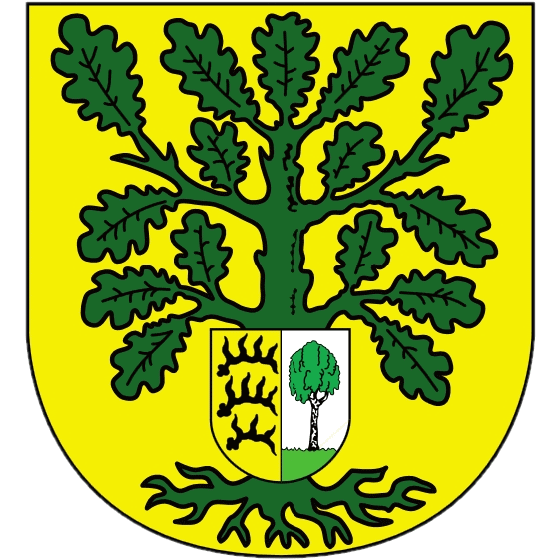
Riedenberg
Rohr auf den Fildern[21]
Rohracker[22]
Rotenberg[23]
Sillenbuch[24]
Stammheim[25]
Uhlbach[26]
Untertürkheim[27]
Vaihingen auf den Fildern (Stadtteil)[28]
Vaihingen (Stadtbezirk)[29]
Wangen am Neckar[30]
Weilimdorf[31]
Zazenhausen[32]

## Blasonierungen
1. ↑  Stuttgart: In Gold ein steigendes schwarzes Pferd.
2. ↑  Cannstatt: In Rot eine silberne Kanne (Abendmahlkanne) mit dem Jesus-Monogramm ihs.
3. ↑  Feuerbach: In schräggeteiltem Schild oben in Rot ein natürlicher Biber, einen schrägen natürlichen Ast benagend, unten in Silber ein schwarzes Zahnrad mit blauem Zahnkranz.
4. ↑  Zuffenhausen: In Silber ein breiter grüner Schrägbalken, belegt mit dem linkshin sitzenden, silbern gekleideten 'Zuffenhäuser Hirt', der auf einer silbernen Schalmei spielt, oben ein blaues Zahnrad, unten eine blaue Pflugschar.
5. ↑  Birkach: In gespaltenem Schild vorne in Gold drei liegende schwarze Hirschstangen übereinander, hinten in Silber auf grünem Boden eine natürliche Birke.
6. ↑  Botnang: In Gold auf schwarzem Boden zwischen zwei schwarzen Buchen ein laufender, rot bezungter schwarzer Eber (Schwarzwild) mit silbernen Hauern.
7. ↑  Büsnau: Unter doppelreihig rot-silbern geschachtem Schildhaupt in Gold eine dreilatzige rote Fahne unter einer liegenden schwarzen Hirschstange. (keine selbständige Gemeinde, wurde nach Anlage der Siedlung inoffiziell geschaffen)
8. ↑  Degerloch: In Rot unter einer silbernen Pflugschar zwei schräggekreuzte silberne Schwerter (Degen) mit goldenen Knäufen, Griffen und Parierstangen.
9. ↑  Gaisburg: In Gold auf grünem Dreiberg eine schwarze Geiß.
10. ↑  Hedelfingen: Unter schwarzem Schildhaupt, darin eine goldene Hirschstange, gespalten, vorne von Gold und Schwarz gerautet, hinten in Gold die zum Monogramm verbundenen lateinischen schwarzen Großbuchstabe HF.
11. ↑  Heumaden: In Gold schräggekreuzt eine schwarze Heugabel und ein schwarzer Rechen.
12. ↑  Hofen: Von Silber und Schwarz geschacht in 20 Plätzen.
13. ↑  Kaltental: In Rot ein zehnendiges silbernes Hirschgeweih mit silbernem Grind.
14. ↑  Möhringen auf den Fildern: Von Gold und Silber geviert; 1. eine aus der Teilung wachsende, in einem Kreuz endende schwarze Tragestange überdeckt von einer dreilatzigen roten Fahne mit roten Fransen, 2. ein schwarzer Mohrenkopf mit roten Lippen, 3. fünf (2:1:2) schwarze Scheiben, 4. ein rechts ausgebrochenes sechsspeichiges rotes Rad, außen mit sechs roten Messern besteckt.
15. ↑  Möhringen: Drei Balken in rot, gelb und grün; 1. gelbe Sonne in Strahlenform, 2. Fachwerkhaus, im unteren Teil rote Backsteine und ein Torbogen, im oberen Teil weiße Fassade mit roten Diagonalen und zwei schwarzen Rechtecken, darüber ein rotes Dach mit Turm, 3. Fasan mit gelbem Gefieder, weißem Halsband und roter Rose ums Auge.
16. ↑  Mühlhausen am Neckar: In gespaltenem Schild vorne in Schwarz drei liegende silberne Mühleisen übereinander, hinten von Silber und Rot schräggeteilt, darin ein schräglinker Amtsstab in verwechselten Farben.
17. ↑  Münster am Neckar: In Blau der silberne lateinische Großbuchstabe M, überdeckt von einem pfahlweis gestellten goldenen Abtsstab.
18. ↑  Obertürkheim: In Silber ein sechsspeichiges und sechsschaufliges schwarzes Mühlrad.
19. ↑  Plieningen: In Blau drei (2:1) gefüllte, fünfblättrige silberne Rosen mit goldenen Kelchblättern.
20. ↑  Riedenberg: Eine stilisierte Eiche mit integriertem Birkacher Wappen.
21. ↑  Rohr auf den Fildern: In Silber ein offener schwarzer Flug, zwischen den Flügeln ein pfahlweis gestellter grüner Rohrkolben.
22. ↑  Rohracker: Unter goldenem Schildhaupt, darin eine schwarze Hirschstange, gespalten, vorne in Blau ein linksgekehrter silberner Flügel, hinten in Gold ein rot bezungter schwarzer Löwe.
23. ↑  Rotenberg: In Gold ein schwarzer Rost mit abwärts gekehrtem Griff.
24. ↑  Sillenbuch: In Blau eine bewurzelte silberne Buche, überdeckt mit einem roten Schildchen, darin eine silberne Kanne.
25. ↑  Stammheim: In Blau ein bewurzelter goldener Baumstumpf (Stamm), darüber ein goldenes Hufeisen.
26. ↑  Uhlbach: In Gold die lateinischen schwarzen Großbuchstaben VLB.
27. ↑  Untertürkheim: In Blau ein sechsstrahliger goldener Stern.
28. ↑  Vaihingen auf den Fildern: In Silber ein zerborstenes, oben rechts ausgebrochenes sechsspeichiges rotes Rad, außen mit vier roten Messern besteckt.
29. ↑  Vaihingen (Stadtbezirkswappen): In geteiltem Schild oben in Gold ein unten ausgebrochenes sechsspeichiges rotes Rad, außen mit vier roten Messern besteckt, unten in Blau ein offener goldener Flug, zwischen den Flügeln ein pfahlweis gestellter goldener Rohrkolben. (1937 vorgeschlagen, aber nicht angenommen; heute vom Heimatring Vaihingen verwendet)
30. ↑  Wangen am Neckar: In Silber ein pfahlweis gestellter grüner Eichenzweig mit sechs grünen Blättern, oben eine rote Eichel.
31. ↑  Weilimdorf: In geteiltem Schild oben in Rot eine goldene Kirche zwischen zwei goldenen Häusern (Dorf), unten in Gold eine dreilatzige rote Fahne.
32. ↑  Zazenhausen: Unter goldenem Schildhaupt, darin eine schwarze Hirschstange, in Schwarz drei bewurzelte goldene Ähren überdeckt durch eine silberne Handwaage.